# Tam giác Vàng

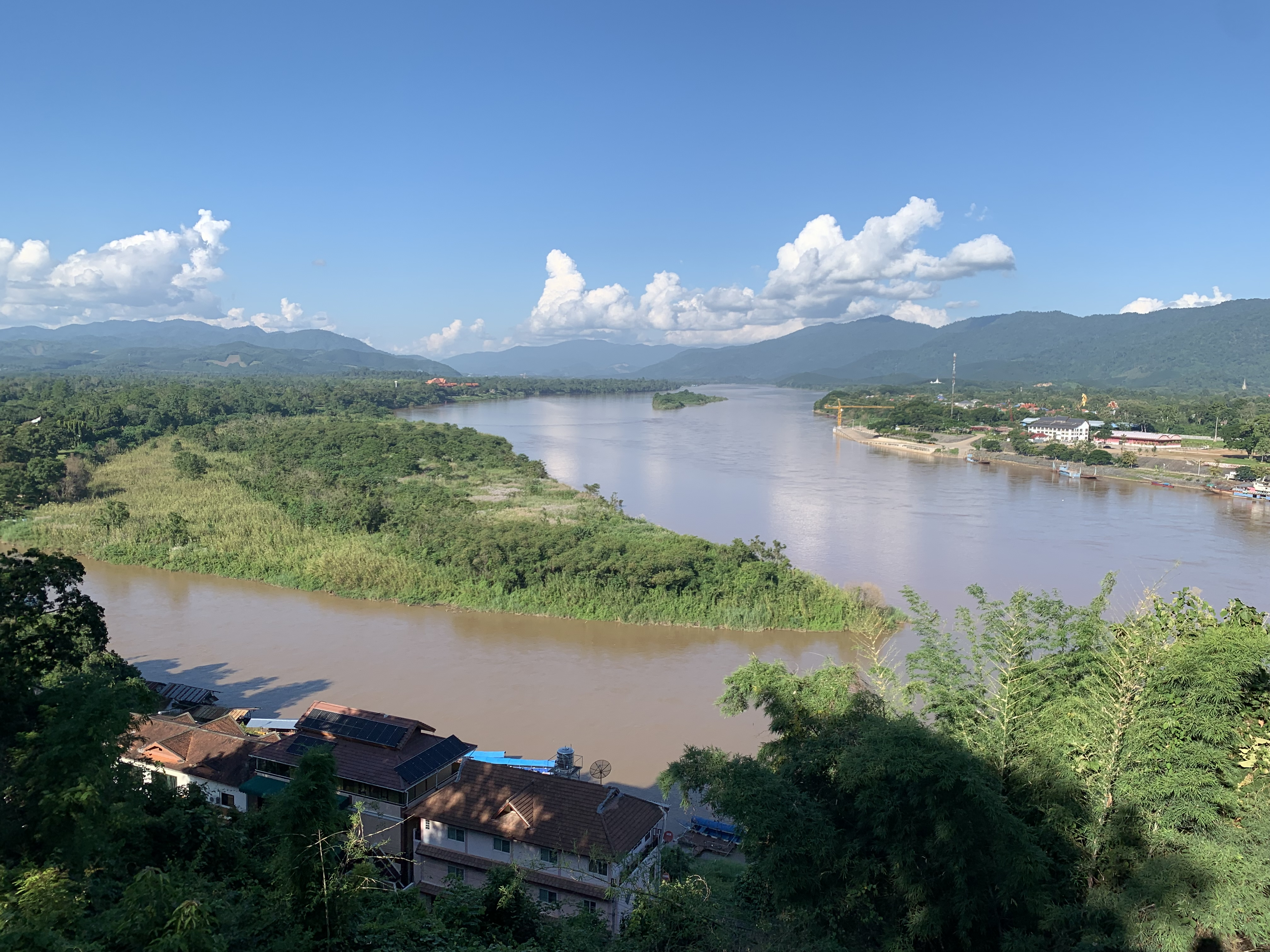
Toàn cảnh Tam giác Vàng

Tam giác Vàng (tiếng Anh: Golden Triangle - tiếng Thái: สามเหลี่ยมทองคำ; tiếng Lào: ສາມຫຼ່ຽມຄຳ) là khu vực rừng núi hiểm trở nằm giữa biên giới 3 nước Lào, Thái Lan, Myanmar, nổi tiếng là nơi sản xuất thuốc phiện lớn nhất thế giới, nhưng ngày nay không còn trồng thuốc phiện nữa mà trở thành khu du lịch sinh thái lý tưởng, theo đó, những cánh đồng anh túc năm xưa được thay bằng những thửa ruộng hoa màu, cây trái quanh năm xanh tốt. Nơi đây cũng tồn tại một bảo tàng thuốc phiện được xây dựng từ năm 2003 và khánh thành vào năm 2005 bởi Thái Lan.

## Vị trí
Nằm trên bờ sông Mê Kông thuộc địa phận thành phố Chiang Rai - một tỉnh biên giới miền Bắc Thái Lan, nơi đây những năm 70 đã từng là đại bản doanh của trùm thuốc phiện Khun Sa khét tiếng. Phần lớn diện tích Tam giác Vàng nằm trong vùng núi có độ cao 1.000m rất phù hợp với việc trồng cây anh túc. Những cánh rừng bạt ngàn có rất ít tuyến đường giao thông và một vị trí đặc biệt khiến vùng nằm ngoài tầm kiểm soát của chính phủ cả ba nước đã mang lại điều kiện lý tưởng cho việc trồng cần sa.

## Tình hình ma túy
Những năm 1970-1990, diện tích cây thuốc phiện đến 160.000 ha với số lượng thuốc phiện mỗi vụ đã qua sơ chế 2.560 tấn, bằng 3/4 số lượng thuốc phiện thế giới (khí hậu ôn đới trên độ cao hơn 1000 m và chất đất ở đây rất thích hợp với cây thuốc phiện). Đến nay, diện tích trồng cây thuốc phiện trên đất Lào, Thái Lan giảm, còn không đáng kể. Trên đất Myanmar, diện tích cũng giảm nhiều nhưng do rừng sâu, núi thẳm, vô cùng hiểm trở, nơi sinh sống của nhiều bộ tộc người Wa, Shan, Mông… mặc dù Chính phủ Myanmar đã có rất nhiều cố gắng nhưng vẫn chưa kiểm soát cơ bản việc trồng và chế biến thuốc phiện.
Theo UNODC (văn phòng Liên Hợp Quốc về ma túy và tội phạm) ước tính trong năm 2005 có 430 km2 đất trồng thuốc phiện ở Myanmar . Sự đầu hàng của Khun Sa vào tháng 1 năm 1996 được Yangon coi như một thành tựu chống ma túy lớn, nhưng thiếu tâm huyết và sự nhanh nhẹn để loại bỏ các nhóm buôn lậu và phân phối các loại thuốc bất hợp pháp lớn và thiếu cam kết nghiêm túc chống rửa tiền vẫn tiếp tục cản trở các nỗ lực chống ma túy tổng thể. Hầu hết các bộ lạc trồng cây thuốc phiện ở Myanmar và ở các vùng cao Thái đang sống dưới mức nghèo khổ.
Myanmar đã thay thế Thái Lan trở thành "công xưởng vàng đen" ở Tam giác vàng và là nơi sản xuất ma túy lớn thứ 2 trên thế giới sau Afghanistan. Theo báo cáo của Liên Hợp Quốc hồi tháng 4, diện tích trồng cây anh túc ở vùng Tam giác Vàng cao nhất là vào năm 1998 với 130.000 ha, đến năm 2006 thì giảm xuống còn 20.000 ha. Thế nhưng, anh túc lại bùng phát trở lại trong mấy năm nay khi diện tích trồng loại cây "ma quái" này tăng gấp đôi vào năm 2010 và chỉ 2 năm sau đã lên đến 50.000 ha, chiếm 29% diện tích trồng anh túc của thế giới. Trên 90% diện tích trồng cây anh túc ở khu vực Tam giác Vàng được xác định ở bang Shan, miền đông Myanmar, tiếp giáp Thái Lan và Lào. Từ đây, nhựa cây anh túc được chuyển đến bang Kachin, gần Trung Quốc và Ấn Độ, để chế biến thành đủ loại ma túy khác nhau và tung ra thị trường. Cũng theo báo cáo của Liên Hợp Quốc, 610 tấn trong tổng số 638 tấn heroin của Tam giác vàng năm 2011 có nguồn gốc từ Myanmar (25 tấn từ Lào, 3 tấn từ Thái Lan). Một năm sau, tỷ lệ này tiếp tục tăng lên 690/735 tấn heroin, trị giá khoảng 16,3 tỉ USD tức hơn 1/3 GDP của Myanmar.
Ngoài các băng nhóm tội phạm, nền "công nghiệp ma túy" Tam giác Vàng còn do các nhóm vũ trang và lực lượng phiến quân kiểm soát. Hoạt động trồng anh túc và chế biến ma túy tại các bang đông và đông bắc Myanmar gần như hoàn toàn nằm trong tay những nhóm vũ trang dân tộc thiểu số đang chiến đấu đòi ly khai. Trong số này, mạnh nhất là Lực lượng thống nhất bang Wa (UWSA). UWSA đơn phương tuyên bố tự trị ở bang Wa hồi năm 2009 và xem mua bán ma túy là phương pháp chính để kiếm tiền phát triển lực lượng cũng như kiểm soát người dân. Quân đội của chính phủ cũng như lực lượng phòng chống ma túy thường khó tiếp cận các khu vực núi non hiểm trở luôn hiện diện họng súng của phiến quân.
Không chỉ sản xuất và buôn bán ma túy, các nhóm tội phạm ở Tam giác Vàng còn nhúng tay vào cướp bóc, tống tiền, giết người… Hồi tháng 3 năm 2013, Trung Quốc đã tử hình trùm ma túy người Myanmar Naw Kham vì vụ thảm sát 13 thủy thủ người Trung Quốc hồi năm 2011. Naw Kham và đồng bọn đã chặn cướp 2 tàu hàng Trung Quốc trên sông Mê Kông rồi xử bắn toàn bộ người trên tàu và vứt thi thể xuống một đoạn sông chảy qua tỉnh Chiang Rai, miền bắc Thái Lan. Theo giới chức các nước, đã xảy ra hàng chục vụ tương tự từ khi Trung Quốc đẩy mạnh giao thương biên giới với Myanmar, Lào và Thái Lan qua đường thủy trên sông Mê Kông. Bên cạnh đó, Trung Quốc cũng rất lo ngại làn sóng ma túy mới từ Tam giác vàng tràn vào thông qua đường thủy và đường bộ.
Bên cạnh đó, tham nhũng liên quan đến ma túy trong chính quyền và quân đội cũng như các chương trình hỗ trợ người dân từ bỏ cây anh túc chưa đạt hiệu quả cao cũng khiến việc kiểm soát ma túy tại Myanmar gặp nhiều khó khăn.
Thời gian gần đây, chính quyền của Tổng thống Thein Sein rất tích cực đối thoại với các nhóm vũ trang ly khai nhằm tiến tới thỏa thuận ngừng bắn và theo các chuyên gia, hòa bình, ổn định là điều kiện đầu tiên để phát triển kinh tế, cải thiện đời sống người dân và đưa các khu vực nằm trong Tam giác Vàng khỏi vòng xoáy ma túy .

## Du lịch tại Tam Giác Vàng
Tại Chiang Rai, có nhiều khách sạn nhà hàng cao cấp đang được xây dựng trên các khu đồi cao ở Le Meridien Baan Boran, Chiang Sean, theo đó, từ đây du khách có thể phóng tầm mắt chiêm ngưỡng toàn bộ phong cảnh xứ Lào, Myanmar và dòng sông Mê Kông thơ mộng vào bất cứ thời điểm nào trong ngày hay thưởng thức phong cảnh của toàn bộ thành phố. Bên bờ sông thuộc lãnh thổ Thái Lan, các hoạt động diễn ra hết sức sôi nổi, sầm uất với các hoạt động phục vụ du lịch như thuê mướn xuồng bè, các trang phục đồ dùng cho du khách, mỗi khách chỉ cần bỏ ra từ 300 đến 800 baht là họ sẽ được phục vụ tận tình mọi thứ cần thiết. Đối diện phía bờ bên kia của Myanmar là những khách sạn, tụ điểm vui chơi, giải trí và có cả những sòng bạc hiện đại. Việc đi lại giữa hai tỉnh Chiang Rai (Thái Lan) và tỉnh Mea Sai (Myanmar) được thực hiện nhờ vào cây cầu hữu nghị tại Mea Sai. 

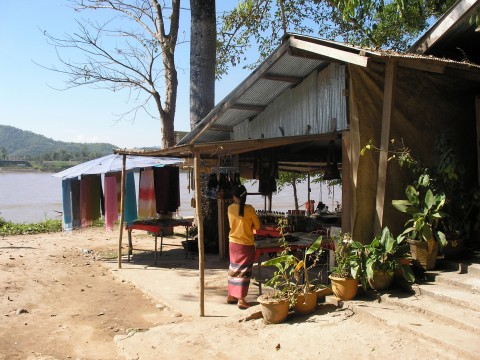
Cửa khẩu Lào tại Tam Giác Vàng

Nếu đến Chiang Rai mà khách không đến thăm bản Therd Thai thì chưa thể gọi là du lịch Tam giác vàng được, đây là địa danh ở cách tỉnh lị 42 km về phía Bắc, nơi cách đây 17 năm, trùm thuốc phiện Khun Sa và thuộc hạ đã chiếm đóng làm căn cứ để sản xuất và cung ứng thuốc phiện cho thị trường toàn cầu. Con đường dẫn tời sào huyệt của tên tội phạm quốc tế này không đồ sộ nhưng lại rất hiểm trở, ngoằn ngoèo dọc theo những sườn đồi, vách đứng. Chính vì địa thế hiểm trở mà Khun Sa đã nhiều lần thoát khỏi truy nã gắt gao của cảnh sát Thái Lan. Trên đường đi vào Akha, có những bộ lạc thiểu số với trang phục của họ toát lên nét đặc thù hết sức độc đáo, lạ mắt và trở thành tiêu điểm cuốn hút khách thập phương. Ngày nay, đội quân Khu Sa không còn nữa, có chăng cũng chỉ là những khu lán trại hoang tàn với những mái tôn ố rỉ, Khun Sa tuyên bố hạ vũ khí và được đưa về Yangon ngày 5/1/1996.

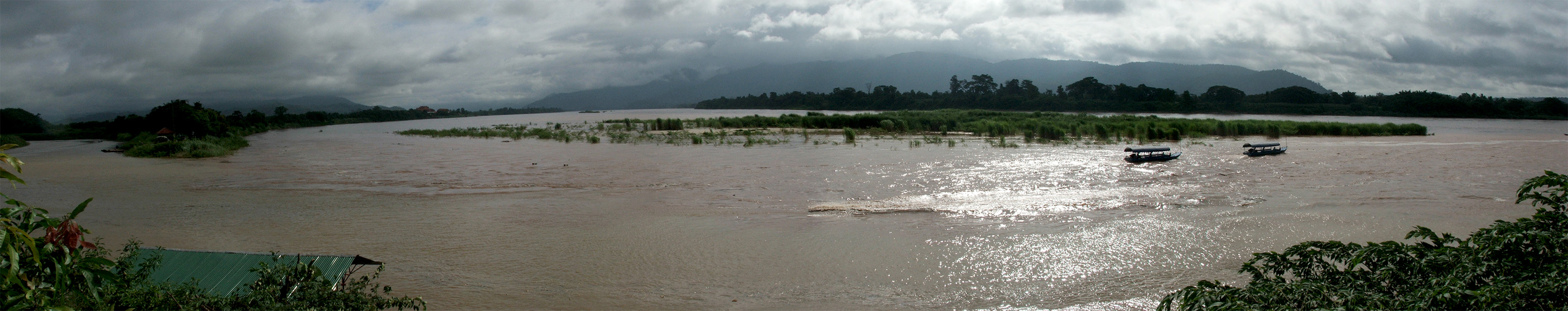
Dòng sông Mê Kông ở Tam Giác Vàng

Bản Therd Thai và cả vùng Tam giác vàng bây giờ đây đang từng ngày được thay da đổi thịt và không ngừng phát triển trước cơn lốc du lịch toàn cầu, trong tương lai, Chiang Rai sẽ trở thành thành phố thiên thần (City of Angels) hay Vương quốc những nụ cười (Land of Smiles) mà mọi người đã từng đặt tên cho nó, thay dần những ý nghĩ không tốt về một vùng đất đã từng cung ứng những cái chết trắng cho nhân loại.

## Thông tin chính
Khu vực này có diện tích vào khoảng 380.000 km vuông. Khu vực giáp ranh giữa 3 nước, địa hình chủ yếu là đồi núi hiểm trở. Do nằm xa các trung tâm hành chính, hiểm trở cũng như do đặc điểm của khu vực biên giới, việc kiểm soát của Chính phủ các nước đối với khu vực này là rất hạn chế.
Ngay từ thập niên 50 của thế kỷ 20, Tam giác Vàng đã trở thành một trong những nơi trồng nhiều cây thuốc phiện, cần sa nhất thế giới.